# Кристоф Петерс
Кристоф Петерс (на немски: Christoph Peters) е германски писател, автор на романи, разкази, стихотворения, есета и книги за деца

## Биография и творчество
Кристоф Петерс завършва гимназия през 1986 г. От 1988 до 1994 г. следва живопис в Държавната академия за изобразителни изкуства в Карлсруе. От 1995 до 2000 г. работи като пътнически контрольор в летището Франкфурт на Майн.
До 2000 г. Петерс живее в Майнц, а след това – в Берлин. Със съпругата си, писателката Вероника Петерс, имат дъщеря, род. 2003 г.
Романът на Кристоф Петерс „Покровът на нощта“ (Das Tuch aus Nacht) (2003) е издаден в САЩ и Китай.
Писателят член на немския ПЕН клуб.

## Награди и отличия
- 1998: „Поощрителна награда Марта Заалфелд“
- 1999: „Литературна награда „Аспекте““
- 1999: „Севернорейнска литературна награда“ на град Крефелд
- 2000: „Награда Георг К. Глазер“
- 2001: Förderpreis des Landes Nordrhein-Westfalen für Literatur
- 2004: „Дюселдорфска литературна награда“
- 2004: The annual best foreign novels, 21st Century Award, Best German novel of 2003, issued by People's Literature Publishing House, Foreign Literature Learned Society, German Literature Study Society, China für Das Tuch aus Nacht
- 2004: Poetikdozentur der Akademie der Wissenschaften und der Literatur an der Johannes Gutenberg-Universität Mainz
- 2005: Bayern 2-Wortspiele-Preis
- 2006: Museumsschreiber des Hetjens-Museums / Deutsches Keramik Museum in Düsseldorf
- 2008: Tübinger Poetik-Dozentur gemeinsam mit Kiran Nagarkar
- 2009: „Литературна награда на Рейнгау“, за Mitsukos Restaurant
- 2011: Comburg-Literaturstipendium Schwäbisch Hall
- 2012: „Немска награда за книга“, номинация за Wir in Kahlenbeck
- 2014: Museumsschreiber Museum Kurhaus Kleve – Ewald Mataré Sammlung
- 2014: Poetikdozentur der Universität Paderborn
- 2015: Stipendiat der Kulturakademie Tarabya, Istanbul
- 2016: „Награда Фридрих Хьолдерлин на град Бад Хомбург“
- 2017: Thomas Kling-Poetikdozentur der Rheinischen Friedrich-Wilhelms-Universität Bonn
- 2018: „Награда Волфганг Кьопен“ на град Грайфсвалд